# Юо, Леон
Леон Юо (фр. Léon Huot; 31 декабря 1898, Вильнёв-Сен-Жорж — 26 мая 1961, Алес) — французский футболист, игравший на позиции защитника. Известен по выступлениям в составе клубов «Ветри», «Сет», а также в составе сборной Франции на Олимпийских играх 1920 и 1924 годов.

## Биография
Леон Юо родился в 1898 году в Вильнёв-Сен-Жорже. На клубном уровне выступал за клубы «Витри» (1920—1922, 1923—1923), «Сет» (1922—1923), «Медок» (1924—1925) и «Олимпик» (Алес) (1925—1931). В 1923 году в составе «Сета» играл в финальном поединке Кубка Франции, где его команда уступила со счётом 2:4 парижскому «Ред Стару».
В 1920—1926 годах играл в составе национальной сборной Франции. Выступал на летних Олимпийских играх 1920 и был в заявке олимпийской команды в 1924 году.

## Достижение
- Финалист Кубка Франции: (1)

«Сет»: 1922/23
- Победитель лиги Юго-Запад: (1)

«Сет»: 1923